# Sarcoscypha coccinea
Sarcoscypha coccinea, chiamata in alcuni paesi nordici tazza scarlatta degli elfi è un funghetto della famiglia delle Sarcoscyphaceae. Diffusamente distribuito nell'emisfero nord, è stato trovato in Africa, Asia, Europa, America del sud e del nord, ed Australia. 
Specie tipica del genere Sarcoscypha, è stata denominata in vari modi fin dalla sua prima ratifica nella letteratura scientifica del 1772.

## Sinonimi e binomi obsoleti
- Aleuria insolita (Cooke) Boud., (1907)
- Calycina cyathoides (L.) Kuntze, (1898)
- Geopyxis bloxamii Massee, (1894)
- Geopyxis coccinea (Scop.) Massee, (1895)
- Geopyxis coccinea var. lactea Massee, (1911)
- Geopyxis insolita (Cooke) Sacc., (1892)
- Helvella coccinea Scop., (1772)
- Helvella coccinea Schaeff. (1774)
- Lachnea coccinea (Jacq.) Gillet, (1880)
- Macroscyphus coccineus (Jacq.) Gray,(1821)
- Molliardiomyces eucoccineus F.A. Harr., (1990)
- Octospora cyathoides (L.) Timm, (1788)
- Peziza coccinea (Scop.) Pers., (1800)
- Peziza coccinea Bolton, (1790)
- Peziza coccinea Jacq. (1774)
- Peziza cyathoides L., (1755)
- Peziza cyathoides L., (1755)
- Peziza epidendra Bull., (1790)
- Peziza insolita Cooke, (1878)
- Plectania coccinea (Jacq.) Fuckel, (1870)
- Plectania coccinea (Scop.) Fuckel ex Seaver (1928)
- Sarcoscypha coccinea (Scop.) Sacc. ex Durand (1900)
- Sarcoscypha coccinea (Jacq.) Sacc., (1889)
- Sarcoscypha coccinea f. lactea (Massee) Chevtzoff, (2000)
- Sarcoscypha coccinea var. albida Massee, (1895)

## Commestibilità
Il fungo in questione è velenoso da crudo e addirittura mortale.
Se però viene cotto, o meglio bollito, diventa commestibile